# Ministerio de Asuntos Exteriores (Marruecos)
El Ministerio de Asuntos Exteriores de Marruecos, por su nombre completo en español Ministerio de Asuntos Exteriores, Cooperación Africana y Marroquíes Residentes en el Extranjero, es la administración marroquí responsable de implementar la política exterior de Marruecos y mantener las relaciones con los estados extranjeros. Está encabezado por un ministro, miembro del gobierno marroquí.
Este ministerio forma parte de los llamados ministerios soberanos junto a Defensa, Asuntos Islámicos e Interior.

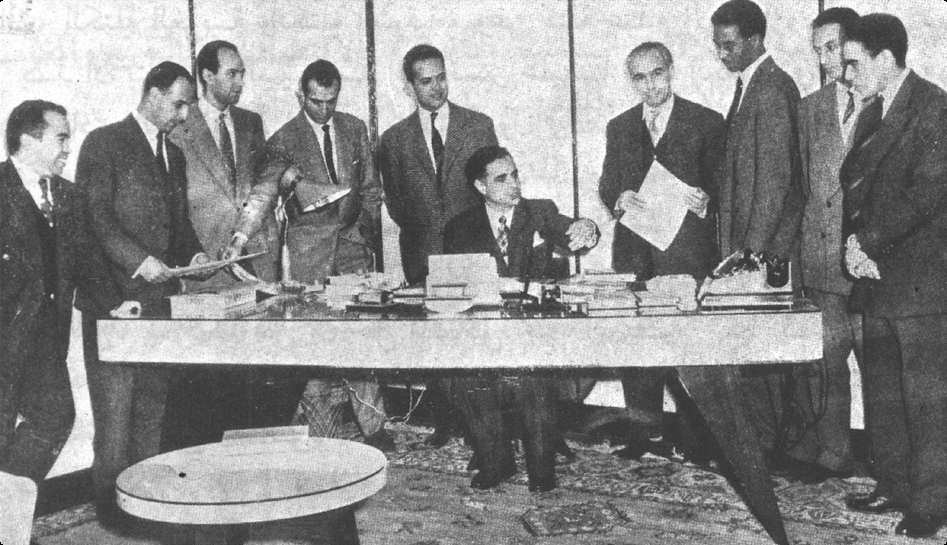
Primer gabinete de los asuntos exteriores de Marruecos en 1956

Ubicado en la intersección de Avenue Franklin Roosevelt y Bulevar Tariq Ibn Zyad, en el distrito administrativo de Rabat, se encuentra en una zona tranquila de la capital.
Nasser Bourita es el ministro de Relaciones Exteriores desde el 5 de abril de 2017, .

## Histórico
El Ministerio de Asuntos Exteriores de Marruecos fue creado por dahir n° 1-56-097 del 26 de abril de 1956, es decir, cuatro meses después de la formación del gobierno de Bekkaï I.
De conformidad con el Decreto nº 2.11.428 del 7 Chaoual, 1432 (6 de septiembre de 2011) que establece las atribuciones y la organización del Ministerio de Asuntos Exteriores, Cooperación Africana y Marroquíes residentes en el extranjero, es responsable de llevar a cabo la acción diplomática, para velar por el desarrollo de la cooperación internacional y la coordinación de todas las relaciones exteriores y velar por su adecuación a la política exterior del Reino. Este mismo decreto atribuye al ministerio la misión de velar por la protección de los nacionales, los intereses y los bienes marroquíes en el extranjero y facilita el desarrollo de sus actividades y es responsable de la de los refugiados y apátridas que residen en el territorio nacional.

## Misiones y atribuciones[1]
El Ministerio de Asuntos Exteriores cuenta con varias representaciones en el exterior, concretamente misiones diplomáticas (embajadas y misiones permanentes) y oficinas consulares.
Las embajadas, cuyo número alcanza hoy las 104 representaciones en todo el mundo, son las encargadas de mantener las relaciones diplomáticas y políticas de Marruecos y de promover las relaciones económicas, culturales y científicas con los países de acreditación.
Los consulados generales, en número de 53 más una sucursal, tienen la misión de velar por la protección de los intereses de Marruecos y de los marroquíes residentes en el extranjero, y de prestar servicios consulares, en particular CNIE, pasaportes, libretas de estado civil, doulaire actos, así como visas y documentos apropiados en beneficio de las personas que deseen viajar a Marruecos. Además, los Consulados Generales trabajan, en el marco de sus respectivos distritos consulares, para el refuerzo y la promoción de las relaciones económicas y comerciales del Reino.
Las misiones permanentes, por su parte, desempeñan el papel de interlocutor de Marruecos ante las organizaciones internacionales. Estas son las misiones ante las Naciones Unidas en Nueva York, la Oficina de las Naciones Unidas y otras Organizaciones Internacionales en Ginebra, la UNESCO en París, la Unión Europea en Bruselas y la Oficina de las Naciones Unidas y otras organizaciones internacionales en Viena. La red diplomática marroquí cuenta ahora con 104 Representaciones Diplomáticas y 57 Consulados en todo el mundo

## Organigrama[2]
El Ministerio de Asuntos Exteriores se divide en una administración central ubicada en Rabat y servicios descentralizados en Tánger y Fez, así como una administración territorial presente en todo el planeta.

##### Administración central
Secretario general
Inspector general
Dirección General de Relaciones Bilaterales y Asuntos Regionales
Academia Marroquí de Estudios Diplomáticos:
- División de Planificación y asociaciones

1. Servicio de Asociación y programas de formación
2. Servicio de ejecución de los programas de entrenamiento

- Division des Affaires Générales

1. Servicio de asuntos administrativos
2. Servicio de asuntos financieros

Dirección del Gran Magreb y de Asuntos de la UMA y la UA:
- División del Gran Magreb:

1. Servicio de Argelia y Mauritania
2. Servicio de Túnez y Libia

- División de la UMA:

1. Servicio de la UMA
2. Servicio de las instituciones y asuntos políticos

Dirección del Mashreq, del Golfo y de las Organizaciones Árabes e Islámicas:
- División del Golfo Árabe:

1. Servicio de relaciones bilaterales con los países del Golfo Árabe
2. Servicio de relaciones con el Consejo de Cooperación del Golfo

- División del Mashrek:

1. Servicio de Siria de Líbano, Palestina y Yemen
2. Servicio Egipto, Sudán, Jordania e Irak

- División de las organizaciones Árabes e islámicas:

1. Servicio de la Liga de los Estados Árabes
2. Servicio de la Organización de la Conferencia Islámica

Dirección de Asuntos Africanos:
- División de África Occidental y Oriental:

1. Servicio de África Oriental
2. Servicio de África Occidental y Atlántico
3. Servicio de los países del Sahel

- División de África Central y Meridional:

1. Servicio de África Meridional
2. Servicio de África Central

- División de las organizaciones y Asociaciones:

1. Servicio de las alianzas
2. Servicio de las organizaciones

Dirección de Asuntos Asiáticos y Oceanía:
Servicio de las organizaciones regionales de Asia
- División de Asia Occidental, Central y Meridional:

1. Servicio Asia del Sur
2. Servicio de Asia occidental y central

- División del Extremo Oriente, Sudeste Asiático y Oceanía:

1. Servicio del Extremo oriente
2. Servicio del Sudeste Asiático y Oceanía

Dirección de Asuntos Europeos:
- División Europa Mediterránea:

1. Servicio del Sur de Europa (Balcanes, Grecia, Turquía, Eslovenia)
2. Servicio de España y Portugal
3. Servicio de Francia, Italia, Vaticano, Mónaco y Andorra

- División de Europa Central y del Este:

1. Servicio de Alemania y Europa Central
2. Servicio del Reino Unido, Escandinavia y Benelux
3. Servicio de Rusia, Europa del Este y Estados Bálticos

Dirección de la Unión Europea y los procesos mediterráneos:
- División de las relaciones Marruecos-UE:

1. Servicio de la Investigación, Infraestructura e Intercambios Humanos
2. Servicio del Mercado Interior
3. Departamento de las instituciones Comunitarias

- División UPM y los Procesos Mediterráneos:

1. Servicio de Cooperación Sectorial
2. Servicio de Procesos Euromediterráneos
3. Servicio de Instituciones y Asuntos Políticos

Dirección de los Asuntos Americanos:
Servicio de Organizaciones Regionales Americanas
- División de América del Norte y el Caribe:

1. Servicio del Caribe
2. Servicio de Estados Unidos de América y Canadá

- División Latinoamérica:

1. Servicio de América del Sur
2. Servicio Centroamérica

Dirección de Naciones Unidas y Organismos Internacionales:
Servicio de Nominaciones y Contribuciones
- División de las Naciones Unidas:

1. Servicio de la Asamblea General
2. Servicio de Consultoría de Seguridad

- División de las organizaciones internacionales:

1. Servicio de las organizaciones e Iniciativas Internacionales
2. Servicio del Movimiento de los países no alineados y las Conferencias Internacionales

Dirección de Cooperación Multilateral y Asuntos Económicos Internacionales:
- División del Sistema de las Naciones Unidas para el Desarrollo:

1. Servicio del Consejo Económico y Social de las Naciones Unidas (ECOSOC)
2. Servicio de las Instituciones Especializadas
3. Servicio de las agencias de las Naciones Unidas para la financiacion del desarrollo

- División de los asuntos económicos y financieros:

1. Servicio de la gobernanza global
2. Servicio de las Instituciones Financieras
3. Servicio de la OMC y de las Organizaciones Comerciales

Dirección de los asuntos globales:
Servicio del Desarrollo Sostenible y Medio Ambiente
- División de Derechos Humanos y Asuntos Humanitarios:

1. Servicio de los asuntos humanitarios
2. Servicio de los derechos humanos

- División de Asuntos Sociales y la seguridad global:

1. Servicio para cuestiones globales de seguridad y carácter social
2. Servicio de No Proliferación y Desarme

Dirección de la diplomacia pública y los actores no estatales:
- División de las redes:

1. Servicio de los Estudios e Información
2. Servicio de las Relaciones con las redes

- División de las relaciones con los actores no estatales:

1. Servicio de relaciones con las ONG
2. Servicio de relaciones con los think tanks y actores no estatales

- División de la diplomacia pública:

1. Servicio de la biblioteca de Medios y Comunicación Electrónica
2. Servicio de las publicaciones

Dirección de Promoción y Cooperación Económicas:
- División de Promoción Económica:

1. Servicio de Programación, de la Organización y Logística.
2. Servicio de Vigilancia Económica
3. Servicio de apuestas en relaciones comerciales

- División de Estudios y Cooperación Económica

1. Servicio de Estudios y Coordinación Sectorial
2. Servicio de impulso y Cooperación Económica

Departamento de Programación, Organización y Logística
servicio de inteligencia empresarial
servicio de relaciones comerciales
División de Estudios y Cooperación Económica:
Departamento de Estudios y Coordinación Sectorial
Servicio de Impulso Económico y Cooperación
Departamento de Cooperación y Acción Cultural:
Departamento de Organizaciones e Iniciativas Interculturales
División de Acción Cultural:
Departamento de Programación y Organización
Departamento de Impulso y Relaciones con los Actores Culturales
- División de Cooperación Cultural, Educativa y Científica:

1. Servicio de Cooperación Escolar y Universitaria
2. Servicio de implementación de convenios, protocolos y programas de aplicación
3. Servicio de Asuntos Estudiantiles

Departamento de Asuntos Consulares y Sociales:
- División de Servicios Consulares:

1. Servicio de Visados y Movimiento Transfronterizo
2. Servicio de Pasaportes, Identificación y Readmisión

- División de Estado Civil:

1. Nacionalidad y Servicio Notarial
2. servicio de estado civil

- División de Marroquíes en el Extranjero:

1. Servicio de Legalizaciones
2. Servicio de Protección y Asistencia
3. Servicio de Acción Social

- División de Cooperación Consular y Social:

1. Servicio de Extranjería y Asilo
2. Servicio de Cooperación Judicial
3. Servicio de Convenciones Consulares

Dirección de Asuntos Jurídicos y Tratados:
- División de Asuntos Legales:

1. Servicio de Trámites Legales
2. Servicio de Conferencias y Comités Jurídicos

- División de Tratados:

1. Servicio de Acuerdos Bilaterales
2. Servicio de Convenciones Multilaterales

- División de Litigios y Archivos Diplomáticos:

1. Servicio de Estudios y Litigio
2. Servicio de Archivos Diplomáticos
3. Servicio de traducción de textos y documentos jurídicos

Departamento de Estudios y Litigios
Servicio de Archivos Legales
Servicio de traducción de textos y documentos jurídicos
Dirección de Recursos Humanos :
- División de Recursos Humanos:

1. Servicio de Autorización de Gastos
2. Servicio de Gestión de Carreras

División de Formación y Obras

## Textos legales
- Dahir Real n°I.56097 del 7 de diciembre de 1955 por el que se crea el Ministerio de Asuntos Exteriores

## Presupuesto
El presupuesto del Ministerio de Asuntos Exteriores, Cooperación Africana y Marroquíes residentes en el extranjero para el año 2021 fue 4.035 millones de dirhams, incluidos:
| Libellés | Importe en DH |
| --- | ------------- |
| Personal | 2 416 880 000 |
| Material y gastos varios | 1 278 824 000 |
| Gastos de capital | 319 733 000   |
| Gastos totales de funcionamiento de los servicios del estado gestionados de manera autónoma adscritos al Ministerio de Asuntos Exteriores, Cooperación Africana y Marroquíes residentes en el extranjero | 20 000 000    |
| Total | 4 035 437 000 |